# Аџман (емират)
Аџман (арап. رأس الخيمة; транслитерација Imārat al-ʿAǧmān) је један од седам емирата у Уједињеним Арапским Емиратима. Са површином од само 259 km², што чини 0,3% површине УАЕ, Аџман предствља најмањи емират. У емирату је према попису из 2008. живело 372.923 становника, односно 7,5% становништва УАЕ. Главни град је Аџман. На северу, југу и истоку се граничи са емиратом Шарџа.